# Czapetka pachnąca
Czapetka pachnąca, goździkowiec korzenny (Syzygium aromaticum) – gatunek rośliny z rodziny mirtowatych. Rośnie dziko na Molukach (Indonezja), uprawiany jest w krajach o klimacie równikowym. Główne rejony uprawy to Półwysep Malajski, Zanzibar, Sri Lanka, Brazylia, Komory i Madagaskar.

## Morfologia
PokrójNiewysokie drzewa (do 12 m wysokości) lub krzewy.
LiścieEliptyczne, na górnej stronie ciemnozielone, na spodniej jaśniejsze. Posiadają liczne gruczołki, wytwarzające olejek goździkowy, stosowany jako przyprawa i lek.
KwiatyZebrane po trzy różawożółte, baldachokształtne kwiatostany.
OwocEliptyczna, 1–2 nasienna jagoda o purpurowym kolorze.

## Zastosowanie

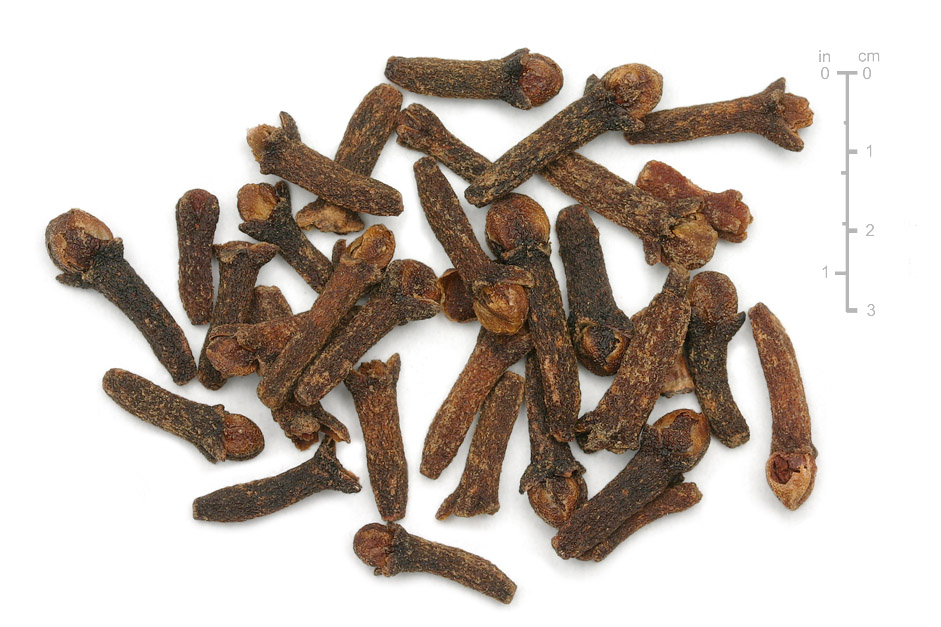
Wysuszone goździki.

### Roślina przyprawowa
Po wysuszeniu częściowo rozwiniętych pączków kwiatowych (Caryophylli Flos) uzyskuje się przyprawę zwaną goździkami (goździki korzenne) (gatunek zaliczany był w przeszłości do rodzaju goździkowiec (Eugenia) jako E. caryophyllata). Goździki mają barwę ciemnobrunatną, powstałą w czasie suszenia. Smak mają piekący, dzięki olejkowi znajdującemu się w pąkach w ilości 15–20%. Charakterystyczny zapach daje goździkom eugenol. Największym współczesnym producentem goździków jest Tanzania (wyspy Zanzibar i Pemba), następne miejsca zajmują Indonezja, Madagaskar, Sri Lanka, Kenia, Komory i Seszele. Goździki są używane jako przyprawa do kompotów, kawy, herbaty, konfitur, marynat i wyrobów cukierniczych. Wchodzą również w skład licznych mieszanek przyprawowych, takich jak: ras el hanout, berbere i quatre epices.

### Roślina lecznicza

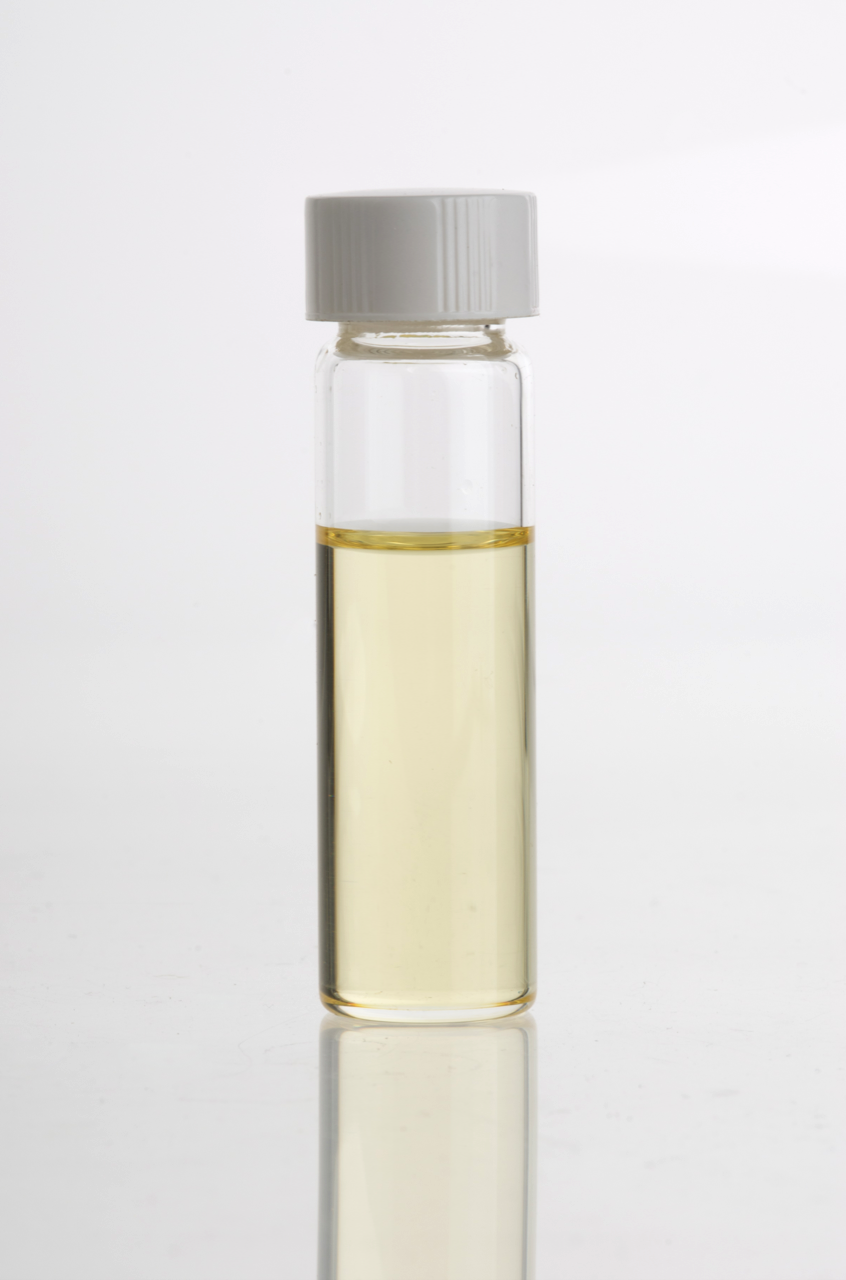
Fiolka z olejkiem goździkowym.

Olejek goździkowy (eugenol, który jest silnym antyoksydantem) stosowany jest w przemyśle farmaceutycznym. Olejek goździkowy ma działanie antyseptyczne, pobudzające i rozkurczające. Goździki żuje się w stanach zapalnych gardła, jamy ustnej oraz przy bólach zębów. Tego rodzaju zastosowanie medyczne goździków ma przynajmniej kilkaset lat.
Goździki używane są w medycynie indyjskiej Ajurweda, medycynie chińskiej i w medycynie zachodniej (ziołolecznictwo i stomatologia), w której używa się olejku goździkowego jako anodyny (środka przeciwbólowego), zwłaszcza w praktyce stomatologicznej w nagłych przypadkach bólu zębów.
W tradycji europejskiej goździki były składnikami leków na dżumę (okadzenia, pomandery), choroby głowy i żołądka oraz środków do konserwacji zwłok.
Goździki są także używane jako środki wiatropędne w celu zwiększenia wydzielania kwasu solnego przez żołądek i do poprawy perystaltyki przewodu pokarmowego. Goździki są również uważane za naturalne leki przeciwrobacze. Olejek eteryczny stosowany jest w aromaterapii, gdy zachodzi potrzeba stymulacji i zwiększenia ciepłoty, zwłaszcza w przypadku problemów z trawieniem. Ząbki goździka pomagają także zmniejszyć ból zęba i zmniejszyć objawy związane z zakażeniem zęba z uwagi na ich właściwości antyseptyczne. Olej goździkowy zastosowany do wnęki zepsutego zęba łagodzi jego ból. W związku z powyższym, olejek goździkowy i wyizolowany z niego eugenol są stosowane jako składnik wypełnień tymczasowych.